# Valderoure
Valderoure est une commune française située dans le département des Alpes-Maritimes, en région Provence-Alpes-Côte d'Azur.
Ses habitants sont appelés les Valderourois.

## Géographie

### Localisation
Commune située en bordure du département du Var, à 14 km de La Martre, dans le parc naturel régional des Préalpes d'Azur.

### Géologie et relief
Le village est au cœur de la plaine de La Lane, et adossé à la barre rocheuse de Baurroux.
Massifs environnants : Montagne de Bleine.

### Sismicité
La commune est située dans une zone de sismicité moyenne,.

### Hydrographie et eaux souterraines
Cours d'eau sur la commune ou à son aval :
- rivière l'Artuby,
- rivière la Lane,
- ravin de la péguière,
- torrent des bonnes fonts.

Valderoure dispose d'une station d'épuration d'une capacité de 500 équivalent-habitants.

### Climat
Pour des articles plus généraux, voir Climat de Provence-Alpes-Côte d'Azur et Climat des Alpes-Maritimes.
En 2010, le climat de la commune est de type climat méditerranéen altéré, selon une étude du Centre national de la recherche scientifique s'appuyant sur une série de données couvrant la période 1971-2000. En 2020, Météo-France publie une typologie des climats de la France métropolitaine dans laquelle la commune est exposée à un climat méditerranéen et est dans la région climatique  Var, Alpes-Maritimes, caractérisée par une pluviométrie abondante en automne et en hiver (250 à 300 mm en automne), un très bon ensoleillement en été (fraction d’insolation > 75 %), un hiver doux (8 °C) et peu de brouillards. 
Pour la période 1971-2000, la température annuelle moyenne est de 10,2 °C, avec une amplitude thermique annuelle de 15,6 °C. Le cumul annuel moyen de précipitations est de 1 048 mm, avec 6,2 jours de précipitations en janvier et 4,9 jours en juillet. Pour la période 1991-2020, la température moyenne annuelle observée sur la station météorologique de Météo-France la plus proche, « Le Mas », sur la commune du Mas à 13 km à vol d'oiseau, est de 9,1 °C et le cumul annuel moyen de précipitations est de 1 236,8 mm. 
La température maximale relevée sur cette station est de 32,5 °C, atteinte le 28 juin 2019 ; la température minimale est de −13,5 °C, atteinte le 14 février 2009,,. 
Les paramètres climatiques de la commune ont été estimés pour le milieu du siècle (2041-2070) selon différents scénarios d'émission de gaz à effet de serre à partir des nouvelles projections climatiques de référence DRIAS-2020. Ils sont consultables sur un site dédié publié par Météo-France en novembre 2022.

### Voies de communications et transports

#### Voies routières
La route nationale N85, qui constitue une partie de la route Napoléon, passe à proximité. La commune étant desservie par les départementales D2211 et D2.

#### Transports en commun
- Transport en Provence-Alpes-Côte d'Azur

Commune desservie par le réseau "Sillages.

### Intercommunalité
Commune membre de la Communauté d'agglomération du Pays de Grasse.

## Urbanisme

### Typologie
Au 1er janvier 2024, Valderoure est catégorisée commune rurale à habitat dispersé, selon la nouvelle grille communale de densité à 7 niveaux définie par l'Insee en 2022.
Elle est située hors unité urbaine et hors attraction des villes,.

### Occupation des sols
L'occupation des sols de la commune, telle qu'elle ressort de la base de données européenne d’occupation biophysique des sols Corine Land Cover (CLC), est marquée par l'importance des forêts et milieux semi-naturels (79,7 % en 2018), une proportion sensiblement équivalente à celle de 1990 (80,1 %). La répartition détaillée en 2018 est la suivante : 
forêts (64,4 %), milieux à végétation arbustive et/ou herbacée (14,3 %), prairies (11,4 %), zones agricoles hétérogènes (8,9 %), espaces ouverts, sans ou avec peu de végétation (1 %).
L'évolution de l’occupation des sols de la commune et de ses infrastructures peut être observée sur les différentes représentations cartographiques du territoire : la carte de Cassini (XVIIIe siècle), la carte d'état-major (1820-1866) et les cartes ou photos aériennes de l'IGN pour la période actuelle (1950 à aujourd'hui).

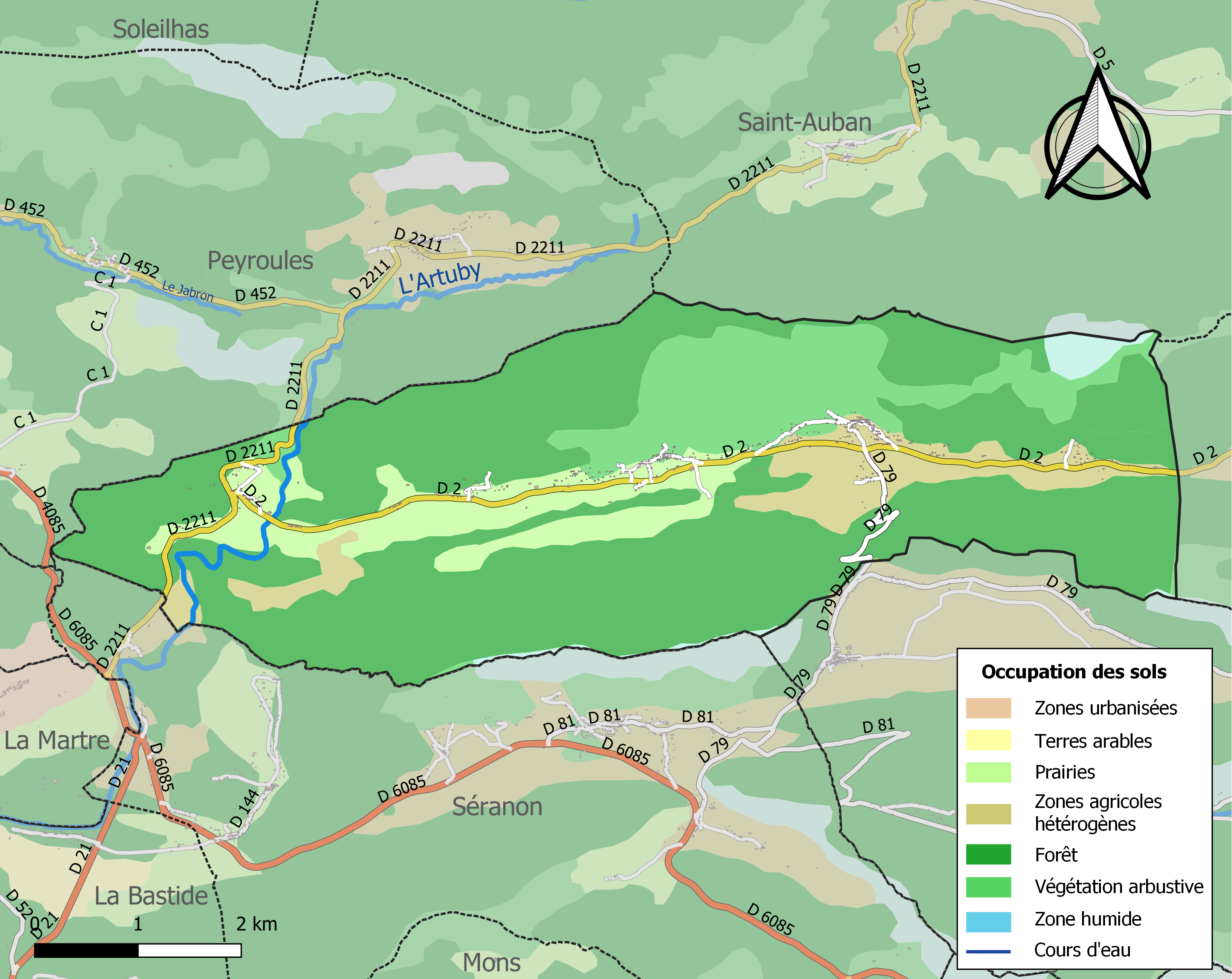
Carte de l'occupation des sols de la commune en 2018 (CLC).

### Toponymie
L'origine du nom Valderoure est Provençale et signifie "la vallée des chênes".

## Histoire
Le territoire est occupé dès la préhistoire, puis par les Romains comme le montrent quelques pièces.
Valderoure est née de la scission de la seigneurie de Séranon en deux communes. Dès cette époque, le vieux village (Grand Glise) est petit à petit délaissé, les matériaux de construction serviront en grande partie à créer l'actuel village de Séranon. De son côté, la vallée de la Lane qui accueille Valderoure va prospérer sur le modèle d'un habitat dispersé tout au long de la plaine en petits hameaux, tous situés sur le territoire de la commune de Valderoure : le Clos de Giraud, Fauchier, Valentin, Caillon et Malamaire et deux lieux-dits plus importants, la Ferrière et Valderoure.
Au XVIIe siècle, Valderoure, la vallée des roures (chênes), de développe alors que Séranon dépérit. Elle est alors érigée en paroisse.
Le 3 mars 1790, Valderoure est séparé de Séranon et devient une commune. Son maire, Jean-Antoine David procède à la vente des biens des institutions religieuses dont le domaine de Pugnefort.

### Les Templiers et les Hospitaliers
Au Moyen Âge, les Templiers ont possédé des biens sur le territoire, dont le château-fort de Saint-Pierre de Serro, au-dessus de La Ferrière. Après la suppression de l'ordre, en 1309, leurs propriétés passèrent à l'ordre de Saint-Jean de Jérusalem qui les a gardé jusqu'à la Révolution. Après 1454, les chevaliers ne furent plus présents sur le site mais se contentèrent de percevoir les dîmes et de rendre la justice. Leurs propriétés dépendaient du commandeur de Thorenc. Les Hospitaliers possédèrent le domaine de Pugnefort comprenant un moulin et trois cents hectares de terre.

## Politique et administration
| Période    | Période      | Identité        | Étiquette | Qualité                    |
| ---------- | ------------ | --------------- | --------- | -------------------------- |
| avant 1988 | 1995         | Rémy David      |           |                            |
| juin 1995  | avril 2013   | Sylvain Butelli | SE        |                            |
| juin 2013  | juillet 2021 | Jean-Paul Henry | DVG       | Retraité Fonction publique |
| 2021       | En cours     | Bernard Roux    |           |                            |

### Budget et fiscalité 2016
En 2016, le budget de la commune était constitué ainsi :
- total des produits de fonctionnement : 530 000 €, soit 1 252 € par habitant ;
- total des charges de fonctionnement : 555 000 €, soit 1 313 € par habitant ;
- total des ressources d'investissement : 110 000 €, soit 259 € par habitant ;
- total des emplois d'investissement : 128 000 €, soit 302 € par habitant ;
- endettement : 512 000 €, soit 1 210 € par habitant.

Avec les taux de fiscalité suivants :
- taxe d'habitation : 9,83 % ;
- taxe foncière sur les propriétés bâties : 7,00 % ;
- taxe foncière sur les propriétés non bâties : 22,02 % ;
- taxe additionnelle à la taxe foncière sur les propriétés non bâties : 0,00 % ;
- cotisation foncière des entreprises : 0,00 %.

Chiffres clés Revenus et pauvreté des ménages en 2015 : médiane en 2015 du revenu disponible, par unité de consommation : 17 447 €.

## Population et société

### Démographie

#### Pyramide des âges
L'évolution du nombre d'habitants est connue à travers les recensements de la population effectués dans la commune depuis 1793. Pour les communes de moins de 10 000 habitants, une enquête de recensement portant sur toute la population est réalisée tous les cinq ans, les populations de référence des années intermédiaires étant quant à elles estimées par interpolation ou extrapolation. Pour la commune, le premier recensement exhaustif entrant dans le cadre du nouveau dispositif a été réalisé en 2007.

En 2022, la commune comptait 517 habitants, en évolution de +17,23 % par rapport à 2016 (Alpes-Maritimes : +2,85 %, France hors Mayotte : +2,11 %).
| 1793 | 1800 | 1806 | 1821 | 1831 | 1836 | 1841 | 1846 | 1851 |
| ---- | ---- | ---- | ---- | ---- | ---- | ---- | ---- | ---- |
| 350  | 295  | 309  | 317  | 309  | 354  | 351  | 319  | 329  |

| 1856 | 1861 | 1866 | 1872 | 1876 | 1881 | 1886 | 1891 | 1896 |
| ---- | ---- | ---- | ---- | ---- | ---- | ---- | ---- | ---- |
| 317  | 322  | 341  | 355  | 353  | 320  | 333  | 262  | 235  |

| 1901 | 1906 | 1911 | 1921 | 1926 | 1931 | 1936 | 1946 | 1954 |
| ---- | ---- | ---- | ---- | ---- | ---- | ---- | ---- | ---- |
| 229  | 215  | 205  | 180  | 171  | 146  | 155  | 157  | 155  |

| 1962 | 1968 | 1975 | 1982 | 1990 | 1999 | 2006 | 2007 | 2012 |
| ---- | ---- | ---- | ---- | ---- | ---- | ---- | ---- | ---- |
| 111  | 132  | 110  | 167  | 178  | 306  | 375  | 384  | 421  |

| 2017 | 2022 | - | - | - | - | - | - | - |
| ---- | ---- | - | - | - | - | - | - | - |
| 452  | 517  | - | - | - | - | - | - | - |

### Enseignement
Établissements d'enseignements :
- Écoles maternelles à Séranon, Saint-Auban, Andon,
- École primaire[26],
- Collèges à Saint-Vallier-de-Thiey, Castellane, Annot,
- Lycées à Grasse.

### Santé
Professionnels et établissements de santé :
- La maison médicale[28],
- Médecins à Valderoure, Saint-Vallier-de-Thiey,
- Pharmacie à Saint-Vallier-de-Thiey, Saint-Cézaire-sur-Siagne,
- Hôpitaux à Castellane, Cabris.

### Cultes
- Culte catholique, Paroisse Sainte-Marie-des-Sources[29], Diocèse de Nice.
- Centre bouddhiste tibétain Kagyupa du Sud Est[30].

## Économie

### Entreprises et commerces

#### Agriculture
- Activités agricoles[31].
- Producteur de plantes médicinales et aromatiques en agriculture biologique et biodynamique.

#### Tourisme
- Domaine équestre de Val Ranch à Valderoure (06) et La Martre (83)[32].
- Gîtes ruraux et chambres d'hôtes[33].

#### Commerces et services
- Commerces et services de proximité[34].

## Culture locale et patrimoine

### Lieux et monuments

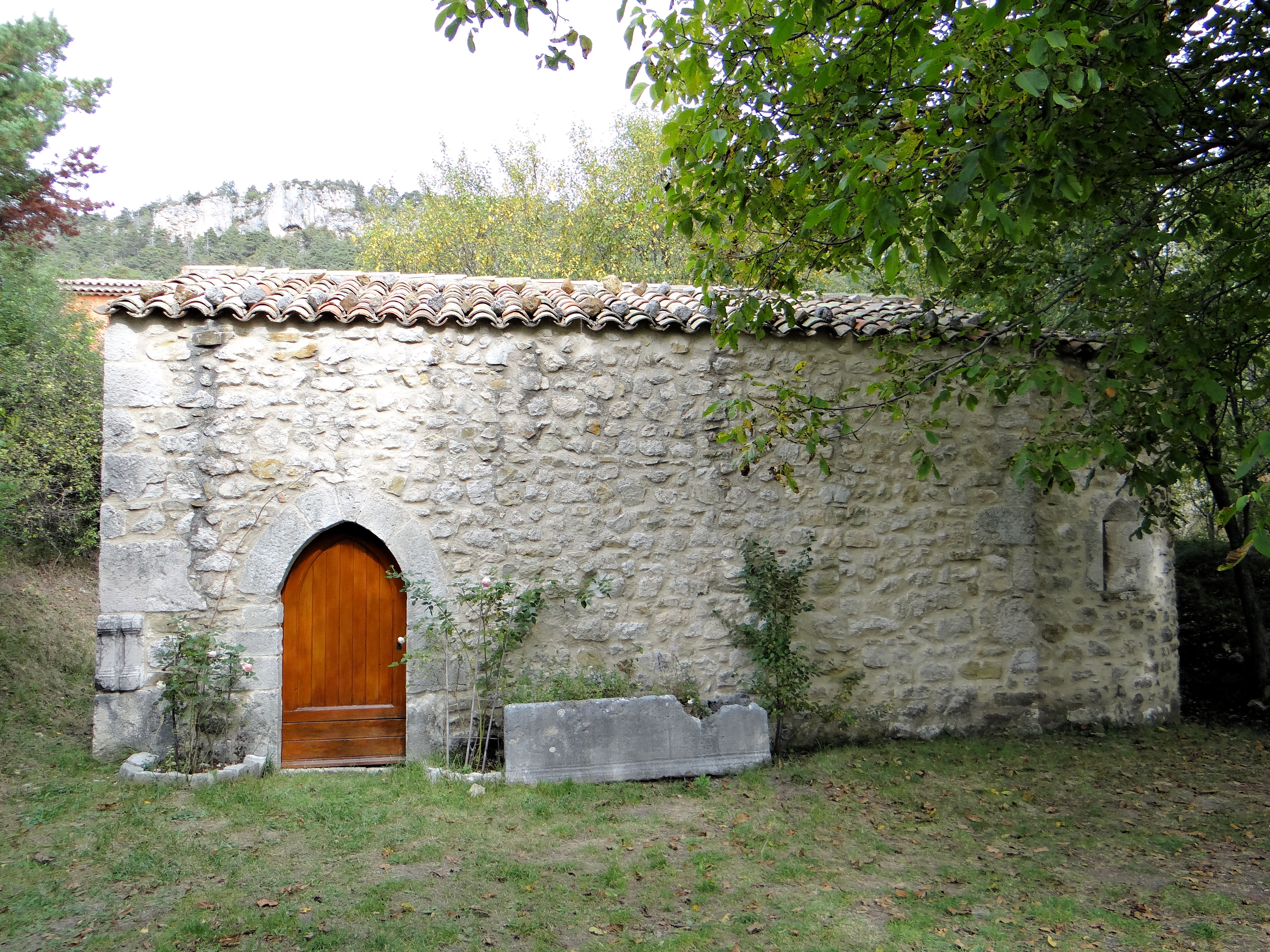
La chapelle Saint-Léonce avec un sarcophage gallo-romain.

Patrimoine religieux :
- Église Notre-Dame-de-l'Assomption-et-Saint-Roch[36], construite au début du XVIIe siècle sur le site de l'ancien prieuré Saint-Roch[37], à Valderoure.
- Chapelle Saint-Léonce (Valentin) qui dépendait de l'abbaye de Lérins, à l'ouest du village, sur le chemin Saint-Léonce, inscrite au titre des monuments historiques en 1947[38],[39],[40],[41].
- Chapelle Saint-Pierre, construite en 1662, au village de La Ferrière.
- Chapelle Saint-Jean-Baptiste dite localement San-Jan-Lou-Burlou, construite en 1734 au hameau de Malamaire[42].
- Institut Karmapa[43].
- Oratoire Saint-Roch.

Autres patrimoines et lieux de mémoire :
- Ancienne maison forte au hameau de Malamaire, construite au XVIIIe siècle, place forte des Hospitaliers de l'ordre de Saint-Jean de Jérusalem qui possédaient le domaine de Pugnafort avec son château et son moulin (à Malamaire) et trois cents hectares de terres[44].
- Lavoirs[45].
- Monument aux morts[46],[47].

### Héraldique
| Blason de Valderoure | Blason  | D'argent à la branche de chêne rouvre de sinople, englantée d'or, chaussé de sinople. Devise / CriSemper robur (Toujours solide). |
| Blason de Valderoure | Détails | Le statut officiel du blason reste à déterminer.                                                                                  |

| Blason de Valderoure | Blason  | Texte blasonnement manquant.                     |
| Blason de Valderoure | Détails | Le statut officiel du blason reste à déterminer. |